# Convenzione relativa al contratto di trasporto internazionale di merci su strada
La Convenzione relativa al contratto di trasporto internazionale di merci su strada, generalmente abbreviata in CMR dal titolo originale francese Convention des Marchandises par Route, è una convenzione firmata a Ginevra il 19 maggio 1956 che tratta vari aspetti legali relativi al trasporto internazionale su strada. Al 2017 la convenzione è stata ratificata da 55 Stati, per la maggior parte europei.
Oltre che per un trasporto effettuato integralmente su strada, la convenzione è valida anche per i trasporti intermodali con parte del percorso effettuato tramite ferrovia, nave e aereo purché non si verifichi una interruzione del trasporto stesso (ad esempio con scarico della merce da autocarro e riposizionamento su altro mezzo), in qual caso vengono applicate le convenzioni relative al nuovo tipo di trasporto.
Il 27 maggio 2008 è stato firmato un protocollo aggiunto che permette l'uso di una nota di consegna elettronica.

## Lettera di vettura
L'Unione internazionale dei trasporti su strada (IRU) ha sviluppato un modulo per compilare in maniera predefinita e omogena la lettera di vettura internazionale basata sulla convenzione, generalmente chiamata anch'essa per estensione CMR. Per facilitare l'uso nei trasporti internazionali i campi del modello sono etichettati in tre lingue diverse e riportano sul retro la traduzione in ulteriori tre lingue di tutti i campi. Nel caso di trasporto di merci pericolose sono necessarie alcune informazioni aggiuntive, come descritte nell'ADR. In sostanza, il CMR assume il ruolo del DDT italiano.
La lettera di vettura internazionale viene emessa dal mittente o, spesso, dallo spedizioniere, in qualità di committente del trasporto, su richiesta del vettore che, spesso, è un fornitore dello spedizioniere. Lo spedizioniere agisce su mandato di una delle due parti (compratore o venditore) a seconda del loro accordo contrattuale.
Il modulo della lettera di vettura deve essere compilato al momento del carico delle merci dal mittente e dal vettore, ognuno per le parti di propria competenza.
- Il primo esemplare è consegnato al mittente
- Il secondo, di competenza del destinatario, accompagna la merce fino a destino
- Il terzo è trattenuto dal vettore, regolarmente controfirmato per ricevuta della merce

La lettera di vettura contiene le condizioni di trasporto e deve recare le seguenti indicazioni obbligatorie:
- data e luogo di emissione
- nome e indirizzo del mittente
- nome e indirizzo del vettore
- nome ed indirizzo del destinatario
- nome ed indirizzo del luogo di destinazione se diverso dal destinatario
- natura, peso, quantità e/o numero delle cose da trasportare
- indicazione degli eventuali punti obbligatori di transito per le operazioni doganali
- istruzioni relative alle spese di trasporto, se pagato in partenza o a destino, preferibilmente utilizzando le rese codificate nell'Incoterms
- indicazione e classificazione dell'eventuale merce pericolosa A.D.R.
- solitamente, specialmente nel caso di trasporto a carico completo, vengono riportati anche i dati di immatricolazione del mezzo di trasporto

### Regole legali per il documento emesso
- Il CMR fa fede delle condizioni di trasporto e del ricevimento delle merci da parte del vettore.
- Può essere rilasciato all'ordine ed in tal caso i diritti verso il vettore si trasferiscono mediante girata, non è tuttavia un documento rappresentativo di merce ma solo di legittimazione (identificazione) dell'avente diritto alla prestazione.
- Per la legge italiana (art.1685 C.C.) il mittente ha diritto, prima che la merce sia consegnata al destinatario, a chiederne la restituzione oppure la consegna ad un diverso destinatario.
- Costituisce documentazione equivalente alla scheda di trasporto nei controlli di Polizia stradale.